# San Martín Totolán
San Martín Totolán es una localidad del estado mexicano de Michoacán. Es parte del municipio de Jiquilpan.

## Toponimia
El nombre «San Martín» hace referencia al santo patrono de la localidad: Martín de Tours. El nombre «Totolán» proviene de los términos en náhuatl: tototl, ave; tlan, lugar de abundancia. Su significado es «Lugar donde abundan las aves».

## Demografía
| Censo | Población |
| ----- | --------- |
| 2010  | 1662      |
| 2020  | 1805      |